# 董家渡
董家渡是中華人民共和國上海市黃浦區靠近黃浦江的一個地名。

## 歷史
董家渡名稱來源於黃浦江邊的董家渡碼頭。最初渡口名稱為北仓渡，北倉當時是上海縣的糧倉之地，清朝嘉慶年間以前，浦东一董姓人家在北仓渡經營黃浦江兩岸的摆渡生意，於是董家渡的名称代替了先前的北仓渡。1918年前后，由於經營業者超載嚴重，時常發生溺水事故，於是上海縣將渡口委託給同仁輔元堂經營，同時同仁輔元堂將董家渡渡口设施升級改造為码头。1932年，上海市輪渡公司接管碼頭，並開始經營火輪渡和汽車輪渡。
2003年7月1日凌晨，正在建设中的地铁4号线董家渡段发生渗水，并最终导致地面沉降、建筑物和防汛墙倒塌等后果，是为2003年上海地铁4号线董家渡段建设事故。